# Walter Werginz
Walter Werginz (* 18. Februar 1913 in Klagenfurt; † unbekannt, amtliche Todeserklärung für 21. März 1944) war ein österreichischer Fußballspieler. Der Stürmer gewann mit der österreichischen Amateurauswahl bei den Olympischen Spielen 1936 in Berlin die Silbermedaille.

## Karriere
Walter Werginz spielte beim Klagenfurter AC in der Kärntner Landesliga. Die Liga war damals auf Amateurbasis ausgerichtet und stand nicht mit der professionellen österreichischen Meisterschaft in Verbindung, die sich zur damaligen Zeit nur auf den Wiener Raum beschränkte. Mit den Klagenfurtern stand der Stürmer jedoch meist im Schatten des Lokalrivalen SK Austria Klagenfurt. Von Trainer Jimmy Hogan wurde er 1936 dennoch als einziger Vertreter Kärntens zu den Olympischen Spielen nach Berlin mitgenommen, obwohl er zudem bis dahin noch kein Spiel für die österreichische Amateur-Nationalmannschaft bestritten hatte. Walter Werginz kam bei allen vier Partien der Österreich in Berlin zum Einsatz, traf auch im Viertelfinale gegen Peru sowie im Halbfinale gegen Polen. Im olympischen Finale unterlag er jedoch dem italienischen Team mit 1:2 nach Verlängerung. Nach dem Turnier wechselte Werginz zum steirischen Erstligisten WSV Donawitz. Im Frühjahr 1940 wechselte er nach Salzburg zum SAK 1914 und war danach auch für die kriegsbedingt notwendig gewordene FG Salzburg tätig.
Werginz gilt seit dem 22. März 1944 bei Suchowolja südöstlich von Brody in der damaligen Sowjetunion als vermisst und wurde vom Landesgericht Klagenfurt am 31. Jänner 1950 für tot erklärt mit Todesdatum 21. März 1944.

## Erfolge
- Teilnahme bei den Olympischen Spielen 1936: Silbermedaille
- 4 Spiele für die österreichische Amateur-Nationalmannschaft 1936